# Рейд казаков Платова и кавалерии Уварова
Рейд казако́в Пла́това и кавале́рии Ува́рова (демонстрация, диверсия, поиск, обходной манёвр, движение, атака, набег/налёт) против левого фланга и в тыл Великой армии в ходе Бородинского сражения 26 августа (7 сентября) 1812 года.
Действия отдельного казачьего корпуса генерала от кавалерии М. И. Платова, зашедшего в обход левого фланга в тыл Великой армии, изначально носили демонстрационный характер. Спешенные казаки, рассыпавшись по лесистой местности, создавали у французов представление о присутствии там русской пехоты, что создавало серьёзную угрозу их коммуникациям.
1-й резервный кавалерийский корпус генерал-лейтенанта Ф. П. Уварова совместно с частью казаков М. И. Платова атаковал левый фланг Великой армии. Он опрокинул французскую кавалерию, но был остановлен французской пехотой, а с прибытием к последней значительных подкреплений, контратакован и отброшен с французских позиций.
Несмотря на то, что этот рейд не имел того результата, которого от него ожидало русское командование, он в значительной степени повлиял на ход сражения и, возможно, на его исход, так как в критический для русской армии момент на два часа парализовал французские силы в эпицентре сражения, предоставив тем самым русским необходимую передышку и время перегруппироваться и подтянуть резервы на ослабленные участки.

## Предпосылки
На начальном этапе Бородинского сражения главнокомандующий русской армией генерал-фельдмаршал М. И. Кутузов в 7 часов утра направил находившегося на правом фланге русской армии генерала от кавалерии М. И. Платова с 6,5 казачьими полками (около 2700 чел.) из его казачьего корпуса на рекогносцировку в сторону левого фланга противника.

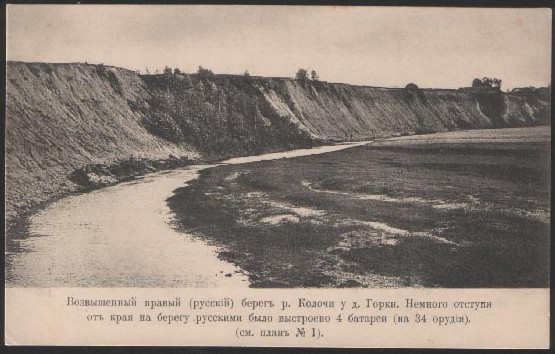
Река Колочь у деревни Горки

В 8 часов утра части Великой армии Наполеона заняли село Бородино. 1-я бригада 13-й пехотной дивизии генерала А. Ж. Дельзона расположилась на высотах к северу от села, а 2-я, раскинув стрелковую цепь вдоль берега реки Колочь, вступила в перестрелку с находившимися на противоположном берегу русскими егерями. Резервная артиллерия 4-го корпуса генерала Ш. Н. д’Аантуара и полковника Милло развернулась на высотах к востоку от Бородина, от куда принялась обстреливать высоты у деревни Горки и правый (северный) фас Курганной батареи (батареи Раевского), а также 6-й и 7-й пехотные корпуса генерала от инфантерии Д. С. Дохтурова и генерал-лейтенанта Н. Н. Раевского (соответственно).
Из-за того, что казаки периодически «тревожили» дивизию А. Ж. Дельзона, к 10 часам утра для прикрытия левого фланга на левый берег реки Воинка (правый приток р. Колочь) была выдвинута 21-я бригада лёгкой кавалерии, а на противоположный берег — баварская батарея капитана Виднмана. Туда же подтянулись 22-я и 13-я бригады лёгкой кавалерии генерала Ф. А. д’Орнано. В деревне Беззубово у мельницы расположился 84-й, а южнее — 92-й и 106-й линейные полки. У слияния рек Воинки и Колочи расположились 3-я легкая кавалерийская дивизия генерала Л. П. Э. Шастеля, 6-я тяжёлая кавалерийская дивизия А. Л. Уссе и итальянская гвардия с артиллерией. Общая численность французских сил на левом фланге составила около 10 тыс. человек.
Между тем, казачьи отряды подполковника М. Г. Власова и полковника С. Ф. Балабина нашли брод через Колочу. За рекой они также обнаружили слабо прикрытые резервы противника и многочисленные обозы. Атаман тут же послал к М. И. Кутузову полковника принца Э. К. Гессен-Филипстальского сообщить об этом и просить позволение произвести рейд. По прибытии в Главную квартиру, Э. К. Гессен-Филипстальский передал это предложение генерал-квартирмейстеру полковнику К. Ф. Толю. Последний поддержал идею атаковать неприятельский тыл в обход его левого фланга и обратился к М. И. Кутузову, предложив использовать для этого 1-й резервный кавалерийский корпус генерал-лейтенанта Ф. П. Уварова.
В то время положение русских войск на левом фланге было критическим. К 10 часам там пали Семёновские (Багратионовы) флеши. В центре русские вторично выбили неприятеля из Курганной батареи, но на её следующую (3-ю) атаку Наполеон уже распорядился послать значительные силы, включая Молодую гвардию. М. И. Кутузов одобрил предложение К. Ф. Толя и около 9:30—10 часов утра приказал Ф. П. Уварову присоединиться к находившимся у Колочи казачьим полкам М. И. Платова и нанести удар по левому флангу и в тыл противника, чтобы оттянуть часть его сил от левого фланга и центра.

## Силы сторон

### Русские
Отдельный казачий корпус — генерал от кавалерии М. И. Платов
- Войска Донского Атаманский Платова полк (7 сотен) — полковник С. Ф. Балабин (при атамане находились 2 сотни есаула С. И. Пантелеева)
- Донской казачий подполковника Власова 3-го полк (5 сотен)
- Донской казачий Иловайского 5-го полк (5 сотен) — войсковой старшина И. Г. Давыдов
- Донской казачий Грекова 18-го (5 сотен) — войсковой старшина А. С. Греков
- Донской казачий Денисова 7-го полк (5 сотен) — войсковой старшина Г. П. Победнов (под ним убита лошадь)[15]
- Донской казачий Жирова полк (5 сотен) — войсковой старшина И. И. Жиров (ранен)
- Донской казачий Харитонова 7-го полк (5 сотен) — подполковник К. И. Харитонов
- Симферопольский конно-татарский полк (5 сотен) — подполковник К. М. Балатуков

Всего: 37 сотен, около 2500 человек
1-й резервный кавалерийский корпус — генерал-лейтенант и генерал-адъютант Ф. П. Уваров
- - Лейб-гвардии Драгунский полк (4 эск.) — полковник П. А. Чичерин
  - Лейб-гвардии Уланский полк (4 эскадрона) — полковник М. И. Мезенцев
- 2-я бригада — генерал-майор и генерал-адъютант граф В. В. Орлов-Денисов
  - Лейб-гвардии Гусарский полк (4 эскадрона) — полковник Н. Я. Мандрыка
  - Лейб-гвардии Казачий полк (3 эскадрона, в качестве 4-го эскадрона состояла гвардейская Черноморская сотня — войсковой полковник А. Ф. Бурсак) — полковник И. Е. Ефремов
- 3-я бригада — генерал-майор А. М. Всеволожский
  - Нежинский драгунский полк (4 эскадрона) — полковник П. П. Загряжский
  - Елисаветградский гусарский полк (8 эскадронов) — полковник Г. А. Шостаков
- 2-я конно-артиллерийская рота (12 орудий) — подполковник П. Х. Геринг

Всего: 28 эскадронов, 12 орудий, 3470 человек.

### Французские
4-го армейского корпуса вице-короля Италии дивизионного генерала Э. Богарне
- 13-я пехотная дивизия — дивизионный генерал А. Ж. Дельзон
  - 1-я бригада — бригадный генерал барон Юар де Сент-Обен (погиб)
    - 8-й полк лёгкой пехоты (2 батальона, 2 орудия) — полковник Ж. Серран[фр.]
    - 84-й линейный пехотный полк[фр.] (4 батальона, 2 орудия) — полковник шевалье Ж. Г. К. Пего[фр.]
    - 1-й временный хорватский полк (2 батальона) — полковник М. Сливарич

  - 2-я бригада — бригадный генерал барон Маршан де Плозонн (погиб)
    - 92-й полк линейной пехоты (4 батальона, 2 орудия) — майор Ж. М. Тиссо
    - 106-й полк линейной пехоты (4 батальона, 2 орудия) — полковник барон Л. А. Бертран, после ранения  (ранен в бедро) → майор Рикар

  - Дивизионная артиллерия — полковник Ф. Демэ 
    - 9-я рота 2-го полка пешей артиллерии — 8 орудий
    - 2-я рота 4-го полка конной артиллерии — 6 орудий

Итого: 8549 человек, 22 орудия.
- Итальянская лёгкая кавалерия — бригадный генерал граф Ф. А. д’Орнано
  - 13-я бригада — бригадный генерал Д. Виллата[итал.]
    - 2-й итальянский конно-егерский полк (4 эскадрона) — полковник А. Банко
    - 3-й итальянский конно-егерский полк (4 эскадрона) — полковник барон Г. П. Рамбур

Итого: 949 человек.
- Баварская кавалерийская дивизия — генерал-майор граф М. Прейзинг-Моос
  - 21-я бригада — полковник Ф.К. фон Эльбрахт
    - 3-й шволежерский полк «Кронпринц» (4 эскадрона) — майор К. Риттман
    - 6-й шволежерский полк «Бубенхофен» (4 эскадрона) — полковник барон К. Ф. фон Диц

  - 22-я бригада лёгкой кавалерии — полковник граф М. фон Зейссель д’Экс
    - 4-й шволежерский «Король» (4 эскадрона) — майор М. Ф. фон Цандт (ранен)
    - 5-й шволежерский полк «Ляйнинген» (4 эскадрона) — майор Гаддум

  - 1-я лёгкая батарея (6 орудий) — капитан барон К. Виднманн

Итого: 1713 человек, 6 орудий.
С учётом утренних потерь, на момент атаки русской кавалерии на левом фланге находилось около 7 тыс. пехоты, 2,5 тыс. кавалерии и артиллерия (28 орудий), в общей сложности от 10 до 10,5 тыс. человек.
Подкрепление:
- 11-я бригада лёгкой кавалерии — генерал барон П. Э. Готрен
  - 6-й гусарский полк (3 эскадрона) — полковник барон Л. Валлен
  - 8-й конно-егерский полк (4 эскадрона) — полковник граф Э. Талейран-Перигор
- Сводная бригада гвардейской кавалерии — генерал барон П. Д. Кольбер-Шабанэ
  - 1-й гвардейский шволежерский (польский) полк (4 эскадрона) — полковник барон П. д’Отанкур
  - 2-й гвардейский шволежерский (голландский) полк (4 эскадрона) — майор Ж. А. Хассельт
  - 3-я и 4-я роты гвардейской конной артиллерии — Л. Ж. Шово

Итальянская королевская гвардия
- Пехотная бригада — бригадный генерал Т. Леки (полковник Пехотного полка гвардии)
  - Полк королевских велитов гвардии (2 батальона) — полковник Морони
  - Пехотный полк гвардии (2 батальона: гренадерский и карабинерский) — второй полковник Крови
  - Полк пеших егерей гвардии [бывший полк конскриптов гвардии] (2 батальона) — полковник Перальди

Итого: 2591 человек.
- Кавалерийская бригада — бригадный генерал барон Ж. Триэр[англ.] (ранен)
  - Драгунский полк гвардии (2 эскадрона) — полковник Жаке
  - Драгунский полк Королевы (4 эскадрона) — полковник Нарбони
  - Почётная гвардия (5 конных рот) — капитан гвардии (полковник) Видман-Редзонико

Итого: 938 человек.
Всего около 5 тыс. человек , плюс артиллерия.

## Рейд

### Атаки русской кавалерии

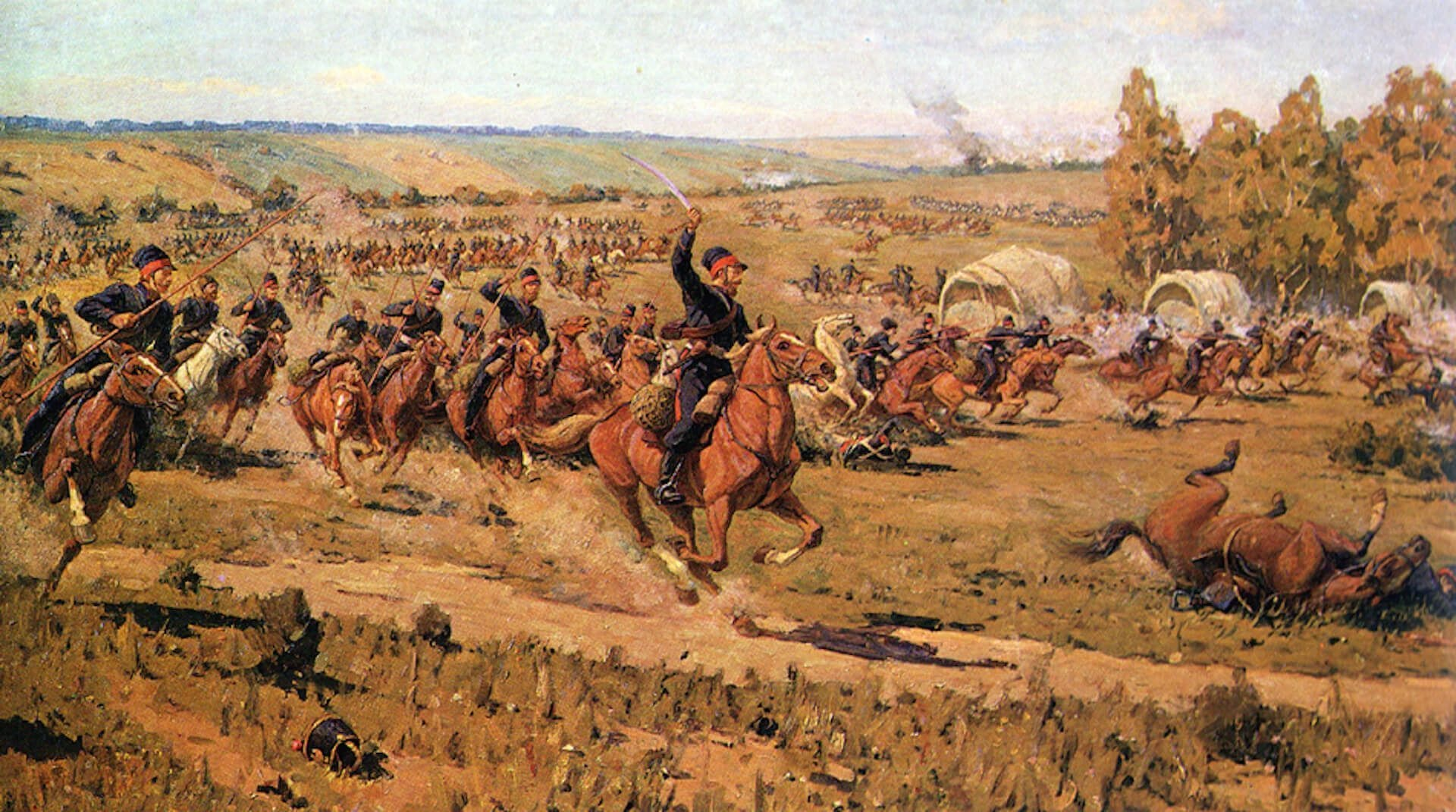
Рейд казаков Платова в тыл наполеоновской армии. '

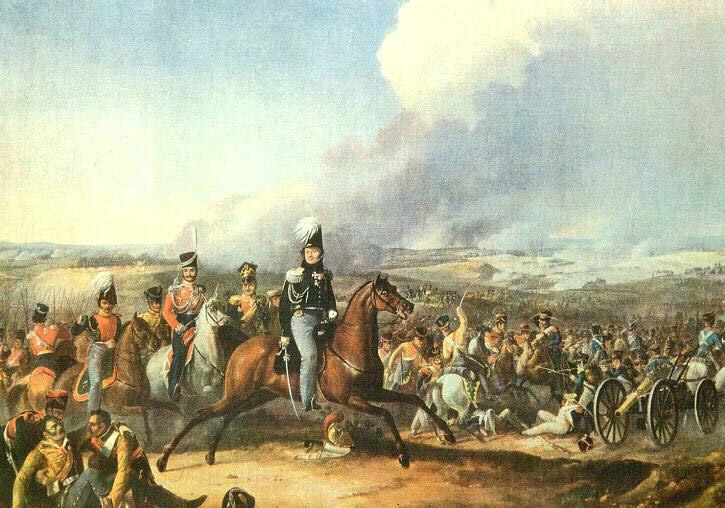
Атака конницы Уварова под Бородино. '

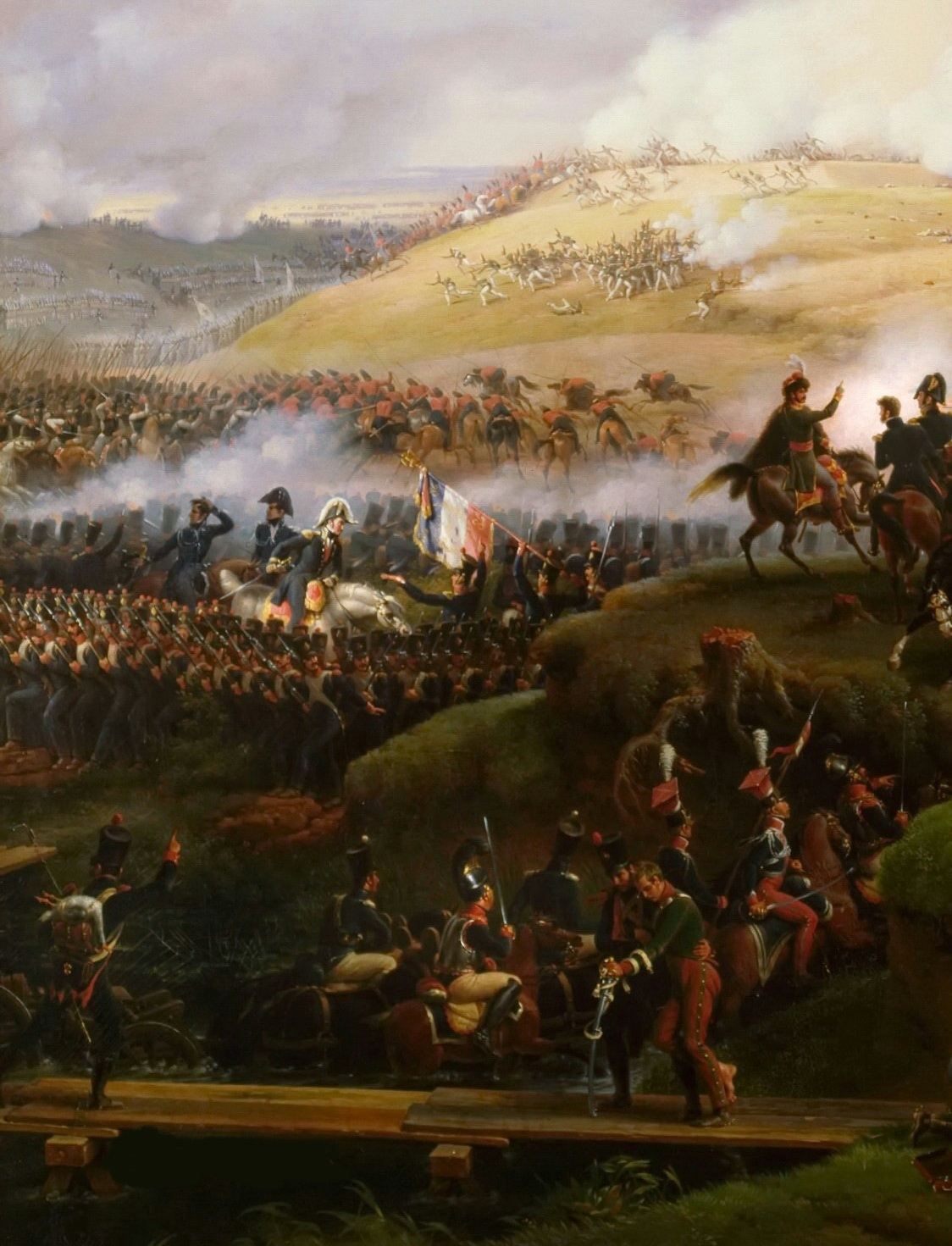
Каре 84-го полка линейной пехоты (фрагмент картины «Битва под Москвой, 7 сентября 1812 г.») '

Около 10 часов утра, 1-й резервный кавалерийский корпус Ф. П. Уварова переправился через реку Колочь близ села Малое (или Старое) и взял направление на село Бородино. Однако его быстрому движению воспрепятствовали болотистые ручьи, впадающие в Колочу, и крутые берега. Находившиеся слева деревня, а справа — лес были заняты пехотой противника. Впереди двигались Елисаветградский гусарский и лейб-гвардии Казачий полки под началом генерал-майора графа В. В. Орлова-Денисова. Спустившись в овраг и перейдя речку, Елисаветградский полк сразу на подъёме атаковал 21-ю бригаду, которая, не приняв боя, обратилась в бегство. Сбив баварскую батарею, гусары захватили два полковых орудия конной артиллерии, но из-за условий местности вывезти их не смогли. Во время преследования противника русская кавалерия попала под «батальный огонь» 1-го хорватского полка с фланга. Это дало время построиться в каре находившемуся перед мельничной плотиной на реке Воинка у древни Беззубово 84-му полку, который ружейным огнём отбил атаку Елисаветградского полка. Вслед за этим кавалерийская бригада Ф. А. д’Орнано контратаковала русских гусар, но была остановлена лейб-гвардии Уланским полком, прикрывавшем артиллерийскую батарею. Не достигнув успеха в кавалерийских атаках, Ф. П. Уваров выдвинул вперёд артиллерию, под огнём которой французская пехота отступила по плотине на правый берег. Русская артиллерия также обстреляла 22-ю бригаду Баварской кавалерийской дивизии, которая ещё не успела сесть на коней, и вела огонь по её 1-й лёгкой артиллерийской батарее. Тем не менее, последняя картечным огнём с близкого расстояния отбила две попытки русской кавалерии переправиться по плотине через Воинку, но вскоре она была подавлена огнём русской артиллерии.
Между тем, казаки М. И. Платова около 12 часов пополудни близ деревни Логиново отыскали в болотистой местности брод через реку Воинка и переправились на противоположный берег. Разделившись на две группы, одна направилась во фланг, а другая вдоль берега на север в обход левого фланга в тыл неприятелю. Первая стремительно атаковала два баварских эскадрона, которые спешно отступили за дефиле. Следом казаки опрокинули 13-ю итальянскую бригаду конных егерей, которые после непродолжительной схватки обратились в бегство, внеся некоторое смятение в ряды находившейся позади 22-й баварской бригады шволежеров. Однако последняя быстро была приведена в порядок и контратаковала казаков, схватившись с ними на опушке леса. В ходе непредвиденных и скорых перемещений баварская батарея, защищавшая проход по плотине через Воинку, осталась без прикрытия и генерал Ф. А. д’Орнано приказал ей как можно скорей оставить позицию и отступить.
Этим воспользовался лейб-гвардии Казачий полк из корпуса Ф. П. Уварова, который, как только баварская батарея снялась с позиции, стремительно пересёк по плотине Воинку и присоединился к казакам М. И. Платова. В след за ним на правый берег по плотине переправился и Елисаветградский гусарский полк. Увидев несущихся в атаку лейб-казаков и гусар Ф. П. Уварова, оттеснённые к тому времени к лесу казаки М. И. Платова, также устремились на противника. Майор С. Ф. Бибер, увидев, что русские атакуют 4-й шволежерский полк с фронта и с тыла, приказал двум находившимся во второй шеренге эскадронам своего дивизиона дать залп. Однако это не остановило казаков. Ружейный залп произвёл и атакованный русскими гусарами во фронт 5-й шволежерский полк, но также безрезультатно. В то же время лейб-казаки смяли две вольтижёрные роты и устремились во фланг 4-му полку. В результате 22-й баварская бригада была опрокинута и обращена в бегство. Приведённая было в порядок 13-я итальянская бригада, вновь была обратилась в бегство и направилась в сторону баварской батареи. Последняя, ввиду непосредственной близости своей кавалерии с русской, которая зачастую неслась в ровень с убегающими, истребляя их на ходу, не могла вести огонь. Она спешно ретировалась в сторону пехотных каре, под защиту которых следом направлялась убегающая баварская и итальянская кавалерия. При отходе баварской батареи у одного из его орудий сломался передок. Во время его замены, пушечным ядром, выпущенным французской артиллерией по русской кавалерии, убило лошадь и орудие пришлось оставить. При отступлении многие артиллеристы были настигнуты русскими гусарами и казаками. Русская кавалерия также атаковала итальянские артиллерийские батареи 15-й пехотной дивизии полковника Г. Милло, погасив их огонь.
Ф. П. Уваров трижды направлял Елисаветградский гусарский, лейб-гвардии Казачий и лейб-гвардии Гусарский полки в атаку на неприятельскую пехоту, за которой укрылась её кавалерия, но все они были отбиты огнём построенных в каре 8-го лёгкого, 1-го хорватского, 84-го и 92-го линейных пехотных полков 13-й дивизии А. Ж. Дельзона. Как писал впоследствии участник того рейда, исполнявший на тот момент должность генерал-квартирмейстера 1-го кавалерийского корпуса подполковник К. Клаузевиц, — «гусары, как это обычно имеет место при таком поведении пехоты, приблизившись на 30 шагов к каре, поворачивали обратно и уходили из-под обстрела». По словам участника Бородинского сражения Н. Г. Митаревского, бывшего тогда подпоручиком 12-й лёгкой артиллерийской роты 7-й артиллерийской бригады 6-го пехотного корпуса, русская кавалерия, подскакав к каре противника на ружейный выстрел, повернула назад, и при этом неприятельская пехота даже не произвела ружейного залпа. По воспоминаниям бывшего тогда лейтенантом 3-й вольтижёрной роты 84-го линейного полка Ж.-Л. Лакорда, они фактически встретили русскую кавалерию «выстрелами в упор».
Тем временем, действия казаков, которые были направлены М. И. Платовым в обход левого фланга, носили демонстрационный характер. Зайдя глубоко в тыл противника, они, чтобы не раскрывать свои силы, не предпринимали открытых сомкнутых атак, а, спешившись, рассыпались широким фронтом в зарослях между колоннами итальянской и баварской пехоты, и вступили с ней в перестрелку. Последние, приняв спешенных казаков за русскую пехоту и опасаясь быть окружёнными и прижатыми к болоту, отступили. При этом обозники и нестроевые, бросив обоз 4-го армейского корпуса вице-короля Италии генерала Э. Богарне, разбежались.

### Французские подкрепления и контратака
Наполеон, желая нанести сокрушительный удар по центру русской армии, направил против Курганной батареи командующего 4-м армейским корпусом вице-короля Италии Эжена де Богарне (в русских источниках Евгений) и, после долгих колебаний, ввёл в дело и две дивизии Молодой гвардии (2-ю гвардейскую дивизию генерала Ф. Роге и Вислинский легион генерала М. М. Клапареда) из своего резерва. Однако около полудня к вице-королю прибыл генерал Ш. Н. д’Антуар с сообщением о том, что левый фланг французских войск атакован русскими и, что войска А. Ж. Дельзона и Ф. А. д’Орнано отступили за р. Война и просят поддержки. Э. Богарне тут же остановил атаку на Курганную батарею и во главе Итальянской королевской гвардии и 11-й бригады лёгкой кавалерии (6-й гусарский и 8-й конно-егерский полки) направился на левый фланг. В свою очередь император, получив известие об атаке на его левый фланг, приказал вернуть Молодую гвардию и направить её к реке Колочь для прикрытия тыла. Кроме этого в поддержку Э. Богарне Наполеон направил шеволежеров-улан Императорской гвардии под началом генерала П. Д. Кольбер-Шабанэ (1-й Польский уланский полк генерала В. К. Красинского и 2-й Голландский пикинёрный полк майора Я. Хассельта) и дополнительные части из 3-го резервного кавалерийского корпуса генерала Э. Груши. При этом также была остановлена атака и на Семёновские флеши. Остававшиеся длительное время неподвижными в ожидании атаки на русские позиции 2-й и 4-й корпуса резервной кавалерии генералов Л.-П. Монбрена (убит пушечным ядром) и В. Н. Латур-Мобура несли тяжёлые потери от огня русской артиллерии.
Э. Богарне, опередив итальянскую гвардию, раньше неё прибыл на левый фланг в то самое время, когда французские позиции были атакованы лейб-казаками. Под ним и его адъютантом Жифлагом были убиты лошади, а другой адъютант вице-короля М. Межан был ранен в бедро. Сам Э. Богарне был вынужден укрыться в первом же стоявшем по пути полковом каре, которым оказалось каре 84-го полка.
После 12 часов пополудни на левый фланг Великой армии начало прибывать подкрепление. Итальянская королевская гвардия, построенная в несколько каре в шахматном порядке, двигалась ускоренным шагом. Впереди шла пехотная бригада (конскрипты, гренадеры, велиты), а за ними кавалерийская (Почётная гвардия, драгуны). Полки издавали громкие возгласы, подавая знать вице-королю и войскам на левом фланге о своём приближении. Бежавшие 22-я баварская и 13-я итальянская кавалерийские бригады укрылись за каре итальянской гвардии, которая плотным ружейным огнём остановила преследовавшую их русскую кавалерию. Под прикрытием гвардейской пехоты баварские и итальянские кавалерийские офицеры, остановив своих бегущих бойцов, привели полки в порядок и совместно с кавалерийской бригадой королевской гвардии контратаковали русскую кавалерию, отбросив её к реке Воинка. По бегущей русской кавалерии открыли огонь и два оставшиеся невредимыми орудия 1-й баварской батареи. В ходе французской контратаки русскими была оставлена и захваченная ими одна из французских батарей.
Западнее против казаков М. И. Платова были направлены 1-й (польский) и 2-й (голландский) шволежерские полки императорской гвардии, а также 6-й гусарский и 8-й конно-егерский полки 11-й бригады лёгкой кавалерии. Они атаковали казаков, которые отступили за реку Воинка. После этого командир 1-го шволежерского полка полковник П. д’Отанкур приказал прочесать лесные заросли и густой кустарник, в результате чего было взято в плен несколько казаков.
Между тем, к Ф. П. Уварову один за другим прибывали офицеры Генштаба, интересуясь «нельзя ли что-нибудь здесь предпринять», но все убеждались, что «Уваров ничего сделать не может». Около 15 часов по приказу М. И. Кутузова и М. Б. Барклая де Толли он отступил, а между 16 и 17 часов вернулся на исходную позицию к деревне Горки. Казаки продолжали оставаться на левом береry реки Колочь до ночи.

## Потери
Потери с каждой из сторон составили от 200 до нескольких сотен человек.

### Русские
1-й резервный кавалерийский корпус Ф. П. Уварова:
- в лейб-гвардии Гусарском полку — убиты 2 унтер-офицера, трубач, 21 рядовой и позже умер от ран ротмистр Бороздин[57]; по другим сведениям общие потери полка составили от 29 (из них 12 убитыми и 17 ранеными[32]) до 41 человека[58].
- в Елисаветградском гусарском полку — 5 убитых, 14 раненых и 20 пропавших без вести[32]; по другим сведениям общие потери полка составили 45 человек[58].
- в лейб-гвардии Казачьем полку — убиты: 4 рядовых казака (Кадочкин, Лаптев, Шумилин и Алимов); ранены: корнет (Орлов), 2 юнкера (Наумов и Черников), унтер-офицер (Кундуков) и 5 рядовых казаков (Коржев [в ноябре умер от ран], Швецов, Кондратов, Ерофеев и Долгушин)[59][60]; по другой версии полк потерял 3 убитыми и 32 ранеными[32].
- в лейб-уланском полку — общие потери 12 человек[58].

Лейб-гвардии Драгунский и Нежинский драгунский полки потерь не понесли.
О потерях отдельного казачьего корпуса М. И. Платова известно только, что он понёс урон: ранеными Донского Грекова 18-го полка — 3 офицеров, Донского Жирова — 7 офицеров (ранен сам войсковой старшина И. И. Жиров), Донского Иловайского 5-го — 3 офицеров и 20 казаков убитыми, и Донского Харитонова — 25 казаков ранеными. Также, по сведениям с французской стороны, после отражения русского рейда в лесу было взято в плен 2 или 3 казака.

### Французские
По одной из версий потери Баварской кавалерийской дивизии составили 67 человек (из них один офицер убит). Имеются и другие сведения:
- 21-я бригада
  - 3-й шволежерский полк — убиты 4 солдата; ранены 3 солдата и медик Хильберт (по другим данным ранено 6 человек); 1 солдат пропал без вести.
  - 6-й шволежерский полк — ранены 5 или 6 солдат. По другим данным одних офицеров ранено 5 человек (майор Винклер, лейтенант Лебур и три неизвестных).
- 22-й бригада:
  - 4-й шволежерский полк — убиты 3 солдата; ранены 3 офицера (майор Цандт и лейтенанты Трухзесс и Бирман) и 23 солдата. По другим данным из офицерского состава были ранены (один из них смертельно) 5 человек (шеф эскадрона Боланд, майор Бернхардт, лейтенант Мажер, лейтенанты Виллингер и Граф).
  - 5-й шволежерский полк — убиты офицер (капитан Монкриф) и 6 солдат; ранены 16 солдат. По другим данным кроме убитого офицера (Монкрифа) 4 ранены.
  - 1-я 6-орудийная лёгкая батарея — 1 солдат убит и 1 ранен.

В 13-й бригаде Итальянской лёгкой кавалерии известно только о потерях в офицерском составе: во 2-м итальянском конно-егерском полку — ранены шеф эскадрона майор К. Вотрен (двумя ударами пики) и капитан Росси; в 3-м итальянском конно-егерском полку — ранен капитан Хаон (четыре ранения).
Известно, что при отражении рейда в 13-й пехотной дивизии погибли шеф батальона дивизионной артиллерии полковник Ф. Демэ и командующий 1-й бригадой генерал Л. Юар. Ранены: командир 106-го полка линейной пехоты полковник Л.-А. Бертран (выстрелом в бедро) и командующий Кавалерийской бригадой Итальянской королевской гвардии генерал Ж. Триэр (ранен пикой).
Также известно, что в Бородинском сражении 11-я кавалерийская бригада, прибывшая на левый фланг для отражения русской атаки, из офицерского состава потеряла — 3 убитыми и 13 ранеными. Однако бо́льшая часть из числа последних получила ранение при атаке русских каре у Курганной батареи.
Потери пленными составили от 200 до 450 или 500 человек.

## Результаты и значение рейда
Тактический неуспех и недостаточная эффективность русского рейда были обусловлены прежде всего малочисленностью русской кавалерии, а также отсутствием поддержки пехоты и достаточного количества артиллерии. Лёгкой кавалерии противостояли втрое (включая подкрепление) превосходящие силы противника, в числе которых пехота, кавалерия и артиллерия. При подобном соотношении сил успех мог быть достигнут только при использовании фактора внезапности и твёрдой решительности. Однако русская конница продвигалась не достаточно стремительно, причиной чему были как сложные условия местности, так и отсутствие инициативы и решительности. Это позволило успеть французской пехоте выстроится в каре и отразить атаки русской регулярной кавалерии. При этом первые занимали обе переправы, что не позволило русской кавалерии с ходу прорваться в их расположение. Ко времени же когда донские казаки в обход левого фланга Великой армии переправились через реку Воинка, на защиту тыла последней уже подоспело подкрепление.
Отрицательно на рейде сказалось и отсутствие единоначалия. М. И. Кутузов назначил руководить рейдом генерал-лейтенанта Ф. П. Уварова, в то время как у реки Колочь уже находился старший его по чину генерал от кавалерии М. И. Платов, который, кроме этого, и предложил провести этот рейд. По замечанию, бывшего на тот момент прапорщиком квартирмейстерской части, Н. Н. Муравьёва, — «Кутузов отказал Платову в командовании в самое время сражения; способности же Уварова, который после Платова оставался старшим, довольно известны».
Тем не менее, несмотря на то, что этот рейд не имел в полной мере того успеха, которого от него ожидало командование, он принёс большую пользу русской армии, так как благодаря ему на два часа были остановлены атаки на её измотанные и ослабленные позиции в эпицентре битвы. За это время русские успели перегруппироваться и подтянуть на ослабленные участки (центр и своё левое крыло) резервы.
Угрожая коммуникациям противника, казаки М. И. Платова и кавалерия Ф. П. Уварова парализовали действия противника на основных направлениях и оттянули на себя относительно значительные его силы. Важно и то, что в тот критический для русской армии момент Наполеон вернул, выступившую было, Молодую гвардию, которая после этого до конца сражения оставалась в резерве, так и не приняв участия в сражении.

## В историографии
В разное время историки указывали на то, что этот рейд до конца не изучен. Ещё в 1861 году И. П. Липранди писал, что «движение (демонстрация, диверсия, или поиск) Уварова и Платова … заслуживает полностью критического разбора, доселе остающегося нетронутым». В 1911 году П. Н. Поликарпов назвал атаку Платова «неисследованной вполне нашею военною историей». В 1952 году М. В. Нечкина отнесла эту диверсию к числу малоизученных. В 1987 году Б. С. Абалихин констатировал, что «до сих пор историкам не удалось установить, какую задачу ставил Кутузов перед войсками Платова и Уварова», а также почему он дал «отрицательную оценку их действиям». В 2008 году А. И. Попов также констатировал, что картину боёв на северном фланге Бородинского сражения «нельзя считать завершённой, прописанной до мельчайших деталей».
Результат рейда был крайне негативно оценён М. И. Кутузовым и русским командованием, так как, по их расчётам, М. И. Платову и Ф. П. Уварову не удалось отвлечь от центра и левого фланга русских войск достаточно сил противника, чтобы нанести ему контрудар и переломить сражение в свою пользу, а времени хватило только для усиления обороны своих позиций. Под сомнение были поставлены способности Ф. П. Уварова, но главным виновником недостаточной эффективности рейда М. И. Кутузов считал М. И. Платова, так как его казаки в тот день «не действовали». В отношении М. И. Платова в Главной квартире выдвигались версии о его неподобающем во время битвы поведении и даже то, что он бы в нетрезвом состоянии. Этому в значительной степени способствовала существовавшая в то время между М. И. Кутузовым и М. И. Платовым конфронтация. При этом, как отметил А. И. Попов, «причину ограниченной эффективности диверсии русское командование усматривало не в сложном рельефе местности, не в численном превосходстве противника, а в нерешительности и неумелости Уварова и в бездействии и „дурных распоряжениях“ Платова». Ф. П. Уваров и М. И. Платов не были представлены к награде за Бородинское сражение. Наград также не получили и офицеры Казачьего корпуса.
Этот взгляд на рейд отразился и на отечественной историографии в ближайшие более четверти века после Бородинского сражения, и в частности в описаниях его участников (К. Ф. Толя, Д. П. Бутурлина, А. Б. Голицына). Кавалерийский рейд освещался вкратце и характеризовался как провальный, а действия Казачьего корпуса в нём, фактически, не излагались. При этом первый биограф атамана М. И. Платова Н. Ф. Смирной никак не описал его участие в Бородинском сражении.
Однако в то же время в Западной Европе стали выходить мемуары офицеров Великой армии (Э. Лабома, Ф. Водонкура, Ж. де Шамбрэ, Ф. Сегюра, Ч. Ложье), участвовавших в Бородинском сражении. В них отмечалось, что появление русских на левом фланге вызвало в их армии «переполох», в результате чего им пришлось приостановить атаки на центр и левый фланг русской армии, что значительно повлияло на исход сражения, так как это дало русским время перегруппироваться и подтянуть резервы на участки, которые на тот момент находились в критическом положении. Тот же взгляд в отношении рейда отражён и в изданном в 1827 году труде Г. В. Жомини «Политическая и военная жизнь Наполеона, рассказанная им перед судом Цезаря, Александра и Фридриха», в которой идёт изложение от лица Наполеона. В 1835 году в Берлине вышло посмертное издание сочинений участника этого рейда К. Клаузевица, в котором он не только подробно описал этот рейд, но и охарактеризовал его. В дальнейшем были опубликованы воспоминания непосредственных участников отражения рейда русской кавалерии и его очевидцев (А. Адама, Ш. д’Аантуара, А. Муральта, П. д’Отанкур, Ю. Залуского, М. Комба, Ж.-Л. Лакорда, Л.-Ф. Лежёна, М. Прейзинг-Мооса, М. Фанно), а из Баварского военного архива в Мюнхене были извлечены рукописи (дневники, воспоминания) баварских офицеров (С. Ф. Бибера, К. Хайлброннера, К. Виднманна). Записки участников рейда (В. Д. Иловайского, М. М. Кузнецова, И. Ф. Богдановича), которые в частности использовал в своём труде И. П. Липранди, до нынешнего времени не сохранились.
Как отметил Д. Смит, «никто в штабе Кутузова в то время не мог оценить, что вообще что-то было достигнуто», но в дальнейшем под влиянием иностранной историографии значение этого рейда, и в частности участия в нём Казачьего корпуса, было переосмыслено русскими историками, и уже в 1839 году в вышедшем за авторством А. И. Михайловского-Данилевского «Описании Отечественной войны в 1812 году» утверждалось, что «действия Платова и Уварова имели на участь сражения влияние чрезвычайно важное, вполне оправдавшее ожидания князя Кутузова». Но и в дальнейшем значительное отличие в оценках рейда продолжало присутствовать, и, как правило, оно было между генералами и штабными офицерами с одной стороны, видевшими в нём более высокие перспективы, которые обуславливались результатом «всего гигантского сражения», и строевыми офицерами и солдатами с другой стороны, которые, не зная замысла верховного командования, в боевой обстановке на себе ощутили в нём существенную пользу. Ряд участников Бородинского сражения (В. И. Левенштерн, А. П. Ермолов, А. Н. Муравьёв, А. А. Щербинин), дав этому рейду невысокую оценку, признавали, что он всё же принёс пользу русской армии, хотя к действиям полков Казачьего корпуса М. И. Платова отнеслись негативно (Н. А. Окунев, И. Т. Радожицкий вовсе о них не упомянули). Ряд других участников сражения (Липранди И. П., А. С. Норов, Д. Н. Болговский, Ф. Н. Глинка, Ф. Ф. Шуберт, Д. И. Богданов) высоко оценили этот рейд. В частности, Д. Н. Болговский, после расспросов офицеров французской армии, дал свою характеристику манёвру М. И. Платова, который действовал не по «предписанным ему приказаниям», а на своё усмотрение в соответствии с текущей обстановкой. По мнению Д. Н. Болговского он посчитал, что «угрожать» неприятелю, оттягивая на себя значительную часть его сил, будет полезней, чем открыто атаковать, тем самым раскрыв «ничтожество» своих сил.
В то же время, в первоисточниках, как среди русских, так и среди западных, прослеживаются значительные разночтения в отношении хронологической последовательности и описания самих событий, развернувшихся на северном фланге, что в дальнейшем отразилось и на расхождении мнений среди историков. Однако в целом последние признают, что рейд казаков М. И. Платова и кавалерии Ф. П. Уварова имел большие значение и последствия. При этом ряд исследователей считает, что этот рейд оказался не только полезным, но и решающим, фактически спасшим русскую армию от её разгрома. По определению А. И. Попова:
Диверсия принесла больше пользы русской армии, чем нанесла вреда французской. Она помогла русским воинам выстоять на поле Бородина.

## В искусстве
Рейд отражён в советском художественном фильме «Кутузов», снятом в 1943 году (режиссёр В. М. Петров, научный консультант Е. В. Тарле). По сюжету, в критический момент фельдмаршал Кутузов направляет атамана Платова перейти реку. Император Наполеон, получив известие, что его левый фланг атаковали казаки, которые уже прорвались в тыл, отказывается вводить в бой гвардию, приказывает приостановить общее наступление и отбить атаку казаков. Рапортуя о проведенном рейде, опечаленный Платов докладывает Кутузову, что «атака не удалась». Последний, возражая атаману, ответил: «не двинул Наполеон гвардию».